# Sandra Lindström
Sandra Lindström, född 8 december 1990 i Haninge, är en vänsterpartistisk politiker och kommunalråd i Solna kommun. Sedan 1 januari 2023 är hon ordförande i kultur- och fritidsnämnden och är även Vänsterpartiets gruppledare i kommunstyrelsen och kommunfullmäktige i Solna kommun. Under åren 2018–2022 var Sandra Lindström oppositionsråd och gruppledare för Vänsterpartiet i Solna.
Sandra Lindström är ordförande i Beredningen för kultur och fritid i Sveriges kommuner och regioner. Hon är också första ersättare i regionfullmäktige och ersättare i kulturnämnden i Region Stockholm .
Sandra Lindström är utbildad folkhögskolelärare och har arbetat som folkhögskolelärare på Jakobsbergs folkhögskolas allmänna kurs. Hon har också en magisterexamen i industriell ekonomi.